# Joep Pennartz
Joep Pennartz (25 juli 1990) is een Nederlandse voormalige langebaanschaatser die schaatste voor het gewest Zuid-Holland onder leiding van Wim den Elsen en Arnold van der Poel.
Als junior gold Pennartz als een groot talent. Zijn debuut op nationaal seniorenniveau maakte hij bij het NK allround van 2010. Hij eindigde daar als 20e, maar dat was niet genoeg om de afsluitende afstand te mogen rijden. Bij het NK afstanden 2011 wist hij zich te kwalificeren voor de 1000 en 1500m. Hij eindigde op die afstanden op een 18e en een 22e plaats. Later dat seizoen werd hij nog 17e op het NK Sprint. In 2011 stopte hij met schaatsen.

## Persoonlijke records
| Afstand    | Tijd    | Datum           | Baan       |
| ---------- | ------- | --------------- | ---------- |
| 500 meter  | 37,53   | 6 maart 2010    | Heerenveen |
| 1000 meter | 1.12,14 | 6 november 2010 | Heerenveen |
| 1500 meter | 1.50,60 | 7 november 2010 | Heerenveen |
| 3000 meter | 3.56,75 | 24 oktober 2009 | Erfurt     |
| 5000 meter | 6.56,20 | 4 oktober 2009  | Erfurt     |